# Plage de Gulpiyuri
La plage de Gulpiyuri est une petite plage située près de Llanes, au nord du village de Naves, à mi chemin entre les localités de Ribadesella et Llanes (les Asturies, Espagne). Elle a été déclarée monument naturel le 26 décembre 2001 et fait partie du Paysage protégé de la Côte orientale des Asturies (es). Le lieu n'est accessible qu'à pied depuis la plage de San Antolín, c'est d'ailleurs son isolement qui a permis la conservation de la petite plage.
La profondeur et la taille de la zone d'eau ne permet pas de s'immerger complètement, mais celle-ci est protégée du vent.

## Description
Il s'agit d'une petite plage d'eau de mer située près de verts prés agricoles. Un côté de la roche calcaire a été creusé par l'eau de mer, ceci a provoqué un éboulement du fond de la grotte, en laissant un petit creux circulaire de quelque 50 m de diamètre à 100 m de la côte. Cet éboulement n'a pas empêché la connexion avec la côte et l'eau de mer, en remarquant également les marées et en disposant d'une plage de sable fin.

### Articles liés
- Bufadero
- Bufones De Arenillas (es)
- Bufones De Pría (es)
- Pría (es)
- Villanueva de Pría (es)